# Cisterna antiga d'aigua d'Aldaia
La cisterna antiga d'aigua d'Aldaia és un antic dipòsit d'aigua situat a la plaça de la Constitució d'Aldaia, a l'interior de l'actual edifici de l'Ajuntament. És bé immoble d'etnologia amb codi 46.14.021-E5.

## Descripció
És una obra excavada a uns 7 metres sota el nivell del carrer, i consta de dues parts: el dipòsit i l'escala que hi permet l'accés. L'escala, en forma de túnel, té 42 escalons, i arriba a l'entrada del dipòsit, on hi ha aixetes per on brollava l'aigua. El dipòsit és una sala rectangular amb volta de canó, que mesura 15,5 metres de llarg per 6,5 d'ample, i té una alçària de 7 metres. Té una capacitat per a uns 705.000 litres.
Al municipi veí de Quart de Poblet es troba una cisterna amb característiques similars.

## Història
No se sap la data exacta de la seua construcció. Segons un document conservat a l'arxiu municipal d'Aldaia, la cisterna ja estava en funcionament al segle xvii. La cisterna s'omplia d'aigua procedent de la séquia de Benàger i abastia tot el veïnat. Es va utilitzar fins al segle xx, quan amb la instal·lació de l'aigua potable a poc a poc deixà d'utilitzar-se. Es tancà definitivament en 1960.